# سرگئی ماکاروف
سرگئی ماکاروف (به روسی: Сергей Валерьевич Макаров) (متولد ۲۸ مارس ۱۹۸۰ در مسکو) بازیکن والیبال اهل روسیه عضو تیم ملی والیبال روسیه و باشگاه کوزباس کمروو است.
ماکاروف در چند سال اخیر بازوبند کاپیتانی تیم ملی روسیه را به بازو می‌بندد.